# Due girasoli
Due girasoli è un dipinto a olio su tela (43,2x61 cm) realizzato nel 1887 dal pittore Vincent van Gogh. È conservato nel Metropolitan Museum of Art di New York.